# Albunea elegans
Albunea elegans is een tienpotigensoort uit de familie van de Albuneidae. De wetenschappelijke naam van de soort is voor het eerst geldig gepubliceerd in 1898 door A. Milne Edwards & Bouvier.